# Paratrechina lietzi
Paratrechina lietzi är en myrart som först beskrevs av Auguste-Henri Forel 1908.  Paratrechina lietzi ingår i släktet Paratrechina och familjen myror. Inga underarter finns listade i Catalogue of Life.